# Nova Zembla – Unbekanntes Land
Nova Zembla – Unbekanntes Land ist ein niederländischer Historienfilm aus dem Jahre 2011. Es ist der erste in 3D-Technik gedrehte niederländische Spielfilm und war im Jahr seiner Entstehung mit 7 Millionen Euro Produktionskosten der bis dahin kostspieligste niederländische Film.

## Handlung
Der Film beschreibt die dritte und letzte Reise der niederländischen Seefahrer Jacob van Heemskerk und Willem Barentsz in den Jahren 1596/97: Veranlasst durch die Seeblockade der Spanier sollte die Expedition eine neue Route nach Indien durch das Nordpolarmeer finden. Doch als das Schiff im Eis stecken bleibt, ist die Besatzung gezwungen, den arktischen Winter in einer notdürftig zusammengezimmerten Hütte auf der Insel Nova Zembla zu überleben.
Die Geschehnisse werden aus der Sicht eines Teilnehmers an der Expedition, Gerrit de Veer,  geschildert. Auf seinen Tagebüchern beruht die Filmhandlung in großen Teilen.

## Kritik
Die Website Cineclub meint: Überraschend flott kommt diese filmische Umsetzung eines historischen Tagebuchs daher. Mit viel Tempo, gut aufgebauter Spannung, einer geschickten Vorblende und in weichem Gegenlicht gehaltenen Fantasiesequenzen gelingt es Reinout Oerlemanns, sein Publikum gute 100 Minuten lang zu fesseln. Ergänzt wird dieser positive Eindruck durch einige beeindruckende Landschaftsaufnahmen von einer Vogelinsel und die durchweg stimmungsvolle musikalische Begleitung von Melcher Meirmans, Merlijn Snitker und Chrisnanne Wiegel. Auch die Schauspieler, allen voran Robert de Hoog, wissen zu gefallen, auch wenn die Dialoge, die ihnen in den Mund gelegt wurden, nicht immer tiefgründig sind.

## Darsteller und Synchronsprecher
| Rolle               | Darsteller           | Synchronsprecher |
| ------------------- | -------------------- | ---------------- |
| Gerrit de Veer      | Robert De Hoog       | Isaak Dentler    |
| Willem Barentsz     | Derek de Lint        | Gordon Piedesack |
| Jacob von Heemskerk | Victor Reinier       | Reiner Schöne    |
| Petrus Plancius     | Jan Decleir          | Michael Deckner  |
| Catharina Plancius  | Doutzen Kroes        | Denise Monteiro  |
| Claes               | Semmy Schilt         | Sascha Nathan    |
| Jan Fransz          | Jochum van der Woude | Patrick Keller   |

Die Synchronisation wurde von der Metz-Neun Synchron Studio und Verlags GmbH in Offenbach durchgeführt.